# 數學之美

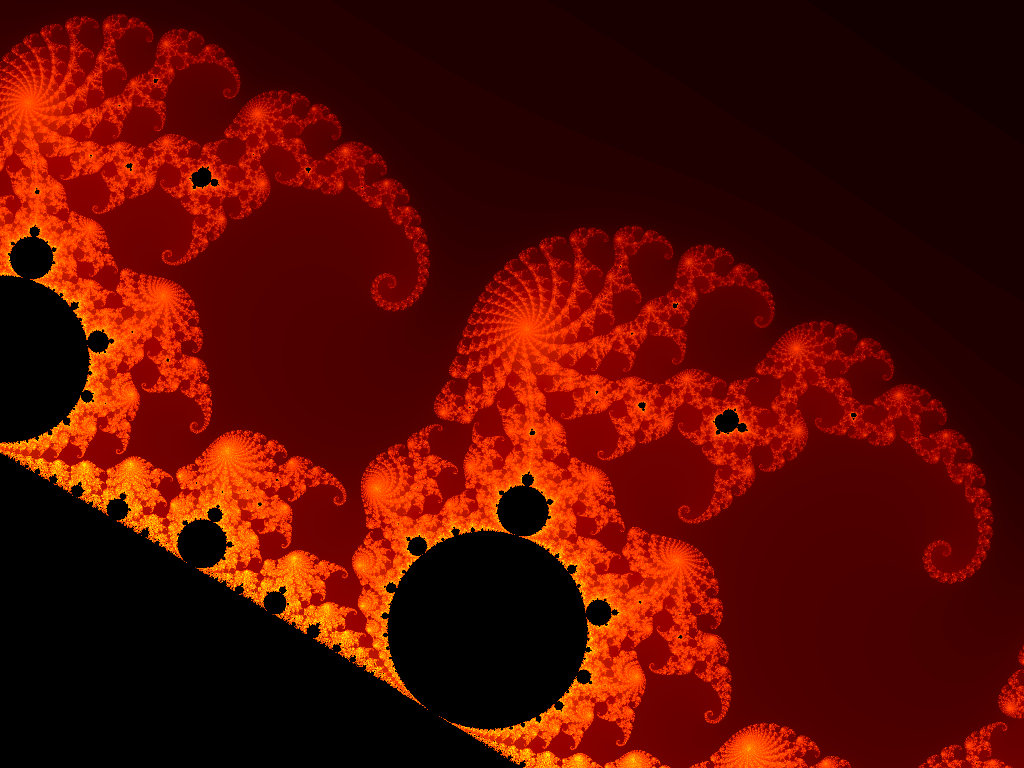
曼德博集合的邊界

以簡單方法推論勾股定理

數學之美是指從數學裡得出的美學。有數學家從數學中得到美的愉悅，形容數學是一種藝術形式，或是一種創造力活動，就如音樂和詩歌。伯特蘭·羅素以下列文字形容他心中的數學之美：

數學，正確看待時，不僅具有真理，還具有至高的美-一種冷而嚴峻的美，一種屹立不搖的美，如雕塑一般，一種不為我們軟弱天性所動搖的美。也不像绘画或音乐有富麗堂皇的裝飾，而是纯粹地崇高、絕對地完美，是最伟大的藝術，然而這是極其純淨的美，只有這個最偉大的藝術才能顯示出最嚴格的完美。数学中一定能找到最卓越的试金石——超越自我时之喜悦感，如同写诗。

保羅·艾狄胥認為數學不可言說：「為何數字美麗呢？這就像是在問為何貝多芬第九號交響曲美麗。若如你不知道為何，其他人也無法告訴你。我知道數字是美麗的，若它們不是美麗的話，世上也沒有事物美麗了。」

## 解法之美
數學家形容一些獨特的證明方法為「優美」。可以是指：
- 用了少量額外假設或之前證明的結果。
- 極短的證明。
- 由意外的方式推導出的證明（即由表面上無關的一个定理或一群定理證明出另一結論）。
- 基於新的及原創的證明。
- 可以推廣，解决相似問題的證明方法。

為了尋找優美的證明，數學家常會尋求不同證明的方法，而第一個被找到的證明可能不是最好的。被找到最多不同證明方法的定理是勾股定理，已經有上百種的證明方法被發表了出來。另一個被用許多不同方法證明出來的定理是二次互反律的定理，僅高斯一人就給出了此定理8種不同的證明方法。
香港大學數學系退休副教授丁南僑說：「數學其中一種精神就是簡潔，可以將複雜之事化繁為簡，就是一種美感。好多自然界現象，原來都是由好簡單之數學原理所支配，你會覺得該等事物好似被結晶化，你會覺得好珍惜。」。相反地，若結論是邏輯上正確，但包含有費工的計算、過度複雜的方法、極普通的處理方法或需依靠大量有力的公理或不被認為優美的之前結論，則稱此為「醜陋」或「笨拙」。奧卡姆剃刀之概念亦認為越簡單越好。

## 結論之美
數學家在兩個看似毫不相關的數學領域之中，找到恰當的關聯性并推導出新的結論。這種結論通常被形容為「深奧的」。
因為很難得到「此結論是深奧」的共識，某些例子便常被引用來說明。其中一個為歐拉恆等式eiπ + 1 = 0，它被費曼稱為「數學內最著名的公式」。現代的例子則包含有建立起橢圓曲線與模形式之間關連性的谷山-志村定理（此結論使安德魯·懷爾斯和羅伯特·郎蘭茲得到了沃爾夫獎），和以弦理論接連了怪獸群與模函數的怪兽月光理论（理查·波傑蒂斯因此得到了菲爾茲獎）。
和「深奧的」相對之為「當然的」。一個當然的定理，是個可以由一個已知結論，經明顯或簡單的方法導出的結論；或者是只應用在如空集合等特定集合的結論。但有時一個定理的敘述亦可因其足夠原始而被認為是深奧的。

## 體驗之美
對於操縱數字和符號的一些喜好是從事任何數學相關的研修之必須要件。在科學及工程領域使用的數學工具，似乎都會在其技術社會和其科學哲學裡主動地培育出美學。
對於大多數的數學家而言，數學之美最強烈的體驗來自於積極地從事數學研究。以純粹被動的方式研修數學，是很難從中得到樂趣的。在數學裡，沒有觀眾及聽眾。
伯特蘭·羅素指這是數學的「樸素之美」。

## 繪圖之美
在座標平面或座標立體上繪製方程式，有時會畫出具有美感的圖形。

## 另見
- 美學
- 敘述科學
- 優美 (感覺)
- 數學與藝術
- 數學與建築
- 規範科學
- 數學哲學
- 真理

## 腳註
1. ↑  Russell, Bertrand. . . Longman. 1919: 60  [2008-08-22]. （原始内容存档于2013-12-31）.
2. ↑  Devlin, Keith. . . Basic Books. 2000: 140  [2008-08-22]. ISBN 978-0-465-01619-8. （原始内容存档于2020-08-05）.
3. ↑  .   [2018-08-08]. （原始内容存档于2018-08-27）.

## 外部連結
- 数学之美
- Is Mathematics Beautiful? （页面存档备份，存于）
- Links Concerning Beauty and Mathematics
- Mathematics and Beauty
- The Beauty of Mathematics
- Justin Mullins
- Edna St. Vincent Millay (poet): Euclid alone has looked on beauty bare （页面存档备份，存于）
- 数学艺术 （页面存档备份，存于）